# Florin Dumitrescu
Florin Dumitrescu (n. 16 septembrie 1966, București) este un textier român, cunoscut și ca poet, prozator și publicist. A debutat în 1987 ca publicist, în presa studențească, și în literatură în 1997 cu volumul de poezie „Ana are mere”.

## Biografie și studii
În 1992 încheie studiile de inginerie la Institutul Politehnic București și continuă cu studiul limbilor străine (italiană - franceză) la Universitatea București (1992-1996). Absolvă un stagiu Erasmus la Universitatea din Padova și un masterat în studii romanice la Universitatea București, unde predă (1996-1999) italiană, retorică și teoria argumentării. 
Din 1999 abandonează cariera universitară în favoarea unei activități mai intense în publicitate.
Între 2010 și 2013, studiază antropologia cu prof. dr. Vintilă Mihăilescu (doctorat POSDRU la SNSPA, stagiu la Universitatea din Perugia). În iulie 2014 susține teza doctorală Supermarketizarea tradițiilor. 
Din februarie 2023, este lector la Universitatea Transilvania din Brașov, Facultatea de Litere (Departamentul de Literatură și Studii culturale). 

## Cariera de textier

### 1988-1992: Ucenicie
În 1988, Adrian Pleșca „Artan” (Timpuri Noi) îl încurajează pe Florin să scrie versuri de cântece. Prima lui contribuție de textier este aceea de a înlocui versul „O-o-o iarnă grea” din cântecul Perfect, cu „O-o-o... totul e minunat”, tușă de ironie care va fi interpretată vocal de Adrian Pleșca în manieră baritonală exagerată, sugerând în mod subtil contrariul: de fapt, „totul e un iad” (în societatea totalitară).
Pe albumul Timpuri Noi (1992), Florin debutează ca textier pentru Emigrant USA și co-textier pentru Tanța (uncredited). De asemenea, în această perioadă, Florin scrie pentru grupul feminin Secret diverse texte care vor fi sensibil modificate de către membrele trupei. Va fi menționat pe albumul Strict Secret (1992) la secțiunea „Mulțumiri”.

### 1993-1999: Ideologul Sarmalelor Reci
În 1993, înființează grupul Sarmalele Reci, alături de muzicieni din zona fusion-jazz-rock: Zoltán András (voce, clape), Emil Viciu (chitară) și prietenul său, Mihai Iordache (saxofon, flaut, de asemenea fost colaborator al trupei Timpuri Noi). Restul componenței fluctuează în timp. Saxofonistul Mihai Iordache, compozitor al principalelor hituri din prima epocă Sarmalele Reci (1993-1999), va părăsi oficial trupa în 2000, dar va continua să compună sporadic cântece pentru următoarele albume. Florin Dumitrescu este în tot acest timp textierul permanent și exclusiv al trupei. 
În primii ani (1993-1999), Florin imprimă activității Sarmalelor Reci un marcat caracter ideologic, plasând performanțele trupei în zona artei contestatare, cu mesaj social-politic. Acest radicalism programatic reflectă situația din anii '90, protestele împotriva regimului Iliescu și a moștenirii totalitare din politica românească. Alături de mesajul antitotalitar (Țara te vrea prost, Nicu Ceaușescu președinte, Ilici Ilici uber alles, Nu mă atinge, Prostia la putere etc.) și critica socială cu accente ironice (N-ai nimic pe sub tricou, Violeta, Ea studiază tantra etc.), versurile Sarmalelor Reci resimt tematici angajate, precum compasiunea socială (Blues-ul băiatului sărac, Mamelor, Aurolac, Vineri seara, Răpirea din serai, Și ce dacă, Hei Tase etc.) și tema emigrației (Gașca de la bloc, Invadatorii, Omul fără nume etc.), ceea ce rezonează cu fiorul de stânga tipic trupelor de punk rock și rock contestatar din întreaga lume.
Cu trecerea timpului și maturizarea trupei, Florin își va tempera rolul de ideolog și va căuta o armonizare a contribuției sale libretisitice cu dimensiunea muzicală, asigurată de cei doi compozitori permanenți, Zoltán András și Emil Viciu.

### După 1999: Noi orizonturi
- Sarmalele de post... tranziție. În următorii ani, Florin continuă activitatea de textier al Sarmalelor Reci, încercând, alături de colegii săi, muzicieni, o lărgire a paletei expresive. Tematica de dragoste (Telefonul nu mai sună, Dacă n-ai fi tu, Durerea e un alint etc.) capătă un spațiu tot mai important. Critica socială și contestarea politică dobândesc tonuri mai sofisticate.

- Direcția 5. În 1999, Florin Dumitrescu începe colaborarea cu Direcția 5 - în primii ani, sporadică (Superstar, Dacă ai ști etc.), iar după 2010, constantă și susținută (O fată ca ea, Iartă-mă, Îți mulțumesc, Ce mai faci, De ce iubim etc.).

- Ethno-rock și folk protestatar. Din 2014, Florin Dumitrescu este principalul textier al supergrupului Pasărea Rock (reunire a trupei Phoenix în jurul membrilor din perioada clasică: Mircea Baniciu, Josef Kappl și Ovidiu Lipan Țăndărică). Alături de compozitorul Ioji Kappl, semnează cântece precum Praznic năpraznic, Hora fără de hotar, Călușandra, Fagul și iedera, Răpirea miresei, Epitaf, Zoreaua.[4] Colaborează sporadic cu Mircea Baniciu solo. De asemenea, din 2016, scrie texte pentru grupul de ethno-rock RIT, format din muzicieni mai tineri care au activat în diverse formule ale Phoenix-ului. Din 2020, scrie texte de folk protestatar pentru Dan Manciulea și Forțele de Muncă.

- Jazz-uri. Florin colaborează ca textier cu doi dintre membrii Sarmalelor care s-au îndreptat spre jazz: Zoltán András, liderul grupului vocal Jazzappella (Să ningă iar, Hai s-o facem lată) și saxofonistul Mihai Iordache, liderul comboului Iordache (Suita Titan și albumul Zeuții). În 2021, alături de Iordache și Tavi Scurtu inițiază proiectul de electro-jazz Ninigra.

## Publicații

### Poezie
- „Megaviziuni” (grupaj) în Marfă (volum colectiv, alături de D.M. Cipariu, Sorin Gherguț, Dan Pleșa, B.O. Popescu), Ed. Salut, București, 1996;
- Ana are mere, Cartea Românească, București, 1997, ISBN: 973-23-0620-3 (Premiul de debut al ASB);
- „Umbra lui Basho peste Lacul Titan” în Mică antologie a poeziei române, D.S. Boerescu, Ed. Regală, București, 1998;
- ÎNcîntece, Vinea, București, 2010 (Premiul Tiuk! pentru poezie);
- Grupaj în Cele mai frumoase poeme din 2010 (selecție de C. Komartin și R. Vancu), Tracus Arte, București, 2011;
- „Furat la cîntare” (grupaj) în Marfă reîncărcată (volum colectiv, alături de D.M. Cipariu, Sorin Gherguț, Dan Pleșa, B.O. Popescu), Brumar, Timișoara, 2012 [5];
- „Bucătarul Ben” (poveste în versuri) în Ce poți face cu două cuvinte, Ed. Art, București, 2012.
- Dodii, Vorpal/Nemira, București, 2016.
- „Atlantida / Cîntece nemaiauzite” (grupaj) în DosArte. unfinished (volum colectiv, alături de D.M. Cipariu, Sorin Gherguț, Dan Pleșa, B.O. Popescu, coord. de Mihai Zgondoiu), Euro Culturart, București, 2019.
- Sentimentul naturii, Casa de Editură Max Blecher, Bistrița, 2023;
- „Epitaf” în Doar o vorbă să-ți mai SPOON: RIVER (coord. Ion Barbu), Ed. Paralela 45, București, 2025.

### Proză
- Schițe, povestiri și eseuri în săptămînalul B-24-FUN, 2005 – 2010;
- „De ce ne chinuim bunicii” (schiță) în Cartea cu bunici, Humanitas, București, 2007;
- „Fizică, chimie, istorie, geografie” (nuvelă) în Prima mea călătorie în străinătate, Ed. Art, București, 2010;
- „Memoriile unui caras auriu” (nuvelă) în Primul meu job, Ed. Art, București, 2011 (volum îngrijit de Florin Dumitrescu);
- „Pornograf la poligraf” (nuvelă) în Primul meu porno, Ed. Art, București, 2011;
- Ce poți face cu două cuvinte, coord. de Liviu Papadima - Adina Popescu, Simona Popescu, Dan Sociu, Dan Stanciu, Grete Tartler, Florin Bican, Florin Dumitrescu, Matei Florian, Laura Grünberg, Ioana Nicolaie, Robert Șerban, Vlad Zografi, George Ardeleanu, Fanny Chartres, Adela Greceanu, Călin-Andrei Mihăilescu,Radu Paraschivescu, Doina Ruști; Ed. Art, București, 2012;
- Prima dată, coord. de Laura Albulescu și Andra Matzal - Laura Albulescu, Ion Barbu, Mihai Barbu, Lavinia Braniște, Philip Ó Ceallaigh, Marius Chivu, Bogdan Coșa, Andrei Crăciun, Silviu Dancu, Gabriel H. Decuble, Raluca Dincă, Florin Dumitrescu, M. Duțescu, Șerban Foarță, Miron Ghiu, Adela Greceanu, Mugur Grosu, Bogdan Iancu, Florin Iaru, Vera Ion, Cristi Luca, Cosmin Manolache, Matei Martin, Andra Matzal, Marin Mălaicu-Hondrari, Dmitri Miticov, Dan Pleșa, Matei Pleșu, Antoaneta Ralian, Ana Maria Sandu, Dan Sociu, Ionuț Sociu, Elena Stancu, Bogdan-Alexandru Stănescu, Robert Șerban, Cecilia Ștefănescu, Alex Tocilescu,Călin Torsan, Răzvan Țupa, Vlad Ursulean, Mihail Vakulovski, Radu Vancu, Luiza Vasiliu, Constantin Vică, Elena Vlădăreanu; Ed. Art, București, 2013;
- „Cereale în zorii noștri luminoși” (schiță) în Prima dată, Ed. Art, București, 2013;
- „Cine este Ghiocel” (poveste) în Cui îi e frică de computer, Ed. Art, București, 2013;
- „Inul și outul” (teatru radiofonic într-un act) în Profesori la tablă - exerciții de libertate, Ed. Paralela 45, București, 2025.

### Antropologie și studii culturale
- Florin Dumitrescu, Bâlciul Universității. Descoperind spiritul târgoveț în Bucureștiul postsocialist. (ebook), Ed. Humanitas, București, 2013;
- „The Frivolous Revolution. Fair/Carnival Elements of Mărțișor in University Square Before and After 1990” (în engl. de F.C. Pîtea) în Brie, M.; Chirodea, F.; Țoca, C.V., European Public Policies. Instruments, Models and Behaviour in the Public Space, Editura Universității din Oradea, 2013
- Tradiții la superofertă. Între socoteala din agenție și cea de la raft, Ed. Cartier, Chișinău, 2015;
- Retorica sloganului. Manual de copywriting în limba română, Ed. Integral, București, 2019;
- Publi-Cetatea. Branduri de poveste, Ed. Integral, București, 2019;
- „Merem la piață! O etnografie a agropiețelor din Bistrița și Năsăud” în Culese din rural, coord. Cosma, V. S. și Modoc, E., Editura ULBS, Sibiu, 2022.
- „Cei ce-mpușcă-n lună... - Rolul formației Phoenix în cristalizarea folk-rockului haiducesc” în Formația Phoenix: muzică, politică, filosofie (coord. Emanuel Copilaș), Editura Universității de Vest, Timișoara, 2023.

## Legături externe
- DIGICULT. Nicu Alifantis și Florin Dumitrescu fac analiză pe text. În vizor, versurile muzicii românești - www.digi24.ro, publicat pe 15 martie 2013
- Mihail Vakulovski, Poeme de rocker - www.revistatribuna.ro, accesat pe 31 ianuarie 2014